# Schefflera selloi
Schefflera selloi är en araliaväxtart som först beskrevs av Élie Marchal, och fick sitt nu gällande namn av David Gamman Frodin och Pedro Fiaschi. Schefflera selloi ingår i släktet Schefflera och familjen araliaväxter. Inga underarter finns listade.